# The Happy Prince - L'ultimo ritratto di Oscar Wilde
The Happy Prince - L'ultimo ritratto di Oscar Wilde (The Happy Prince) è un film del 2018 diretto da Rupert Everett.
Il film è incentrato sulla figura di Oscar Wilde, interpretato dallo stesso regista esordiente Everett che firma anche la sceneggiatura. Altri protagonisti sono Colin Firth e Emily Watson.

## Trama
1897. Oscar Wilde è appena uscito di prigione dopo aver scontato la condanna per omosessualità causata dalla sua storia con Alfred Douglas. Allontanato dalla moglie e dai figli, giunge a Dieppe, dove lo attendono i vecchi amici Reggie Turner e Robert Ross. Wilde assume l'identità fittizia di Sebastian Melmoth e cerca di ricostruire la sua vita: scrive infatti a sua moglie Constance Lloyd per cercare di riappacificarsi con lei, ma invano; inoltre la sua vera identità viene presto scoperta e diventa vittima di atti di omofobia, ai quali risponde con violenza, ricevendo poi severe ammonizioni.
Lo scrittore scrive quindi a Bosie Douglas, il suo vecchio amante che lui non ha mai dimenticato, causando rabbia nel suo amico Robbie, segretamente innamorato di lui da sempre e mai ricambiato. I due si reincontrano e d'istinto fuggono insieme a Napoli, dove abiteranno per qualche tempo in una casa a Posillipo. Qui i due sono liberi di amarsi e condurre la loro vita libertina, ma ben presto Lady Douglas, madre di Bosie, cessa di mandare a suo figlio i sussidi necessari a coprire le loro spese. Lady Douglas è disposta a concedere a Bosie la sua rendita e a dare un premio di 200 sterline a Oscar se i due amanti si separeranno. Nonostante la rabbia di Oscar, i due cedono e si separano. Poco dopo Constance muore per le complicazioni dovute a un'operazione chirurgica, e a Oscar viene negata la patria potestà dei due figli avuti con lei.
Ormai incapace di scrivere, Oscar ripara a Parigi, dove vive di espedienti e dell'elemosina dei suoi vecchi sostenitori. Reincontra Reggie e Robbie e poco dopo ritrova Bosie, divenuto ricco in seguito alla morte di suo padre; il suo vecchio amante rifiuta con violenza di aiutarlo. Intanto lo scrittore comincia a manifestare strani sintomi che lui attribuisce a un avvelenamento da cozze, sospettando però si possa trattare di sifilide. L'uomo intanto conosce due fratelli accattoni con i quali condivide la miseria: il maggiore diventa suo favorito, mentre il minore desidera ascoltare la fiaba Il principe felice, che lo scrittore raccontava sempre ai figli.
Oscar si aggrava e si rende necessaria un'operazione chirurgica per l'asportazione di un ascesso. Il precario stato fisico in cui si trova gli causa delle infezioni post-operatorie che in breve tempo lo conducono al coma. Con le sue ultime forze Oscar chiede un'estrema unzione cattolica, per poi morire attorniato dai pochi amici che gli sono rimasti.
Al funerale Robbie contesta a Bosie di essere stato un ipocrita, perché piange la morte dell'uomo che l'aveva sempre amato e che lui aveva abbandonato senza dimostrare alcuna gratitudine. Bosie risponde che queste parole sono dettate dalla gelosia, e che solo lui sarà ricordato al fianco di Oscar Wilde, mentre Robbie sarà dimenticato.
Alla fine del film, i titoli informano che Bosie morirà da solo e in povertà nel 1945, mentre Robbie, deceduto nel 1918, sarà sepolto nella stessa tomba di Oscar. Quest'ultimo sarà riabilitato solo nel 2017 assieme a tutte le altre persone ingiustamente condannate a causa della loro omosessualità.

## Produzione
Le riprese principali del film sono iniziate a metà settembre 2016 in Baviera, in Germania. Altre riprese sono state effettuate in Francia, Belgio e Italia (Napoli).

## Distribuzione
La pellicola è stata presentata in anteprima al Sundance Film Festival 2018 il 21 gennaio 2018. È uscito nelle sale cinematografiche italiane il 12 aprile 2018, distribuito dalla Vision Distribution.

## Incassi
In Canada e Stati Uniti la pellicola ha guadagnato 464.495 dollari.